# Amoeba (wirus komputerowy)
Amoeba (Virus.DOS.Amoeba) – wirus komputerowy atakujący system operacyjny MS-DOS. Występuje w dwóch wersjach: Virus.DOS.Amoeba.1392 i Virus.DOS.Amoeba.2367.

## Zachowanie

### Virus.DOS.Amoeba.1392
Amoeba.1392 jest niegroźnym pasożytniczym wirusem rezydentnym. Atakuje on pliki o rozszerzeniach *.com, *.exe i *.ovl w momencie ładowania ich do pamięci. Wirus przechwytuje przerwania 10h, 1Ch oraz 21h. Wyświetla na ekranie komputera następujący tekst:
```
SMAKHETAPUNK - NOUVEL Band A.M.O.E.B.A. by PrimeSoft Inc.
```

### Virus.DOS.Amoeba.2367
Amoeba.2367 jest niezwykle niebezpiecznym polimorficznym wirusem rezydentnym. W sposób standardowy zaraża pliki *.com i *.exe przy ich uruchomieniu lub otwarciu. W dniach 21 marca i 1 listopada wyświetla losowe litery znaki na błyskającym z dużą częstotliwością kolorowym tle, podczas gdy niszczy zawartość wszystkich sektorów dysku twardego. Wirus podłącza się wówczas pod przerwanie 21h i wyświetla następujący tekst:
```
"To see a world in a grain of sand,
And a heaven in a wildflower
Hold Infinity in the palm of your hand
And Eternity in an hour."

THE VIRUS 16/3/91

AMOEBA virus by the Hacker Twins (C)1991 This is nothing, 
wait for the release of AMOEBA II-The universal infector, hidden to any eye
but ours! Dedicated to the University of Malta- the worst educational system
in the universe,and the destroyer of 5X2 years of human life.
COM EXE.
```

Wszystkie pliki na dysku twardym zostają utracone, a więc ponowne uruchomienie systemu nie jest możliwe.